# Lucio Cecilio Jucundo
Lucio Cecilio Jucundo (c. 14 d. C., fl. 62 d. C.) fue un banquero de Pompeya, en la Roma Imperial. Es conocido por la preservación de su casa, y algunos materiales encontrados sobre la contabilidad bancaria y recibos. Esta se preservó debido a que la erupción del Vesubio la sepultó. Su casa sigue en pie, parcialmente destruida por la erupción.

## Vida

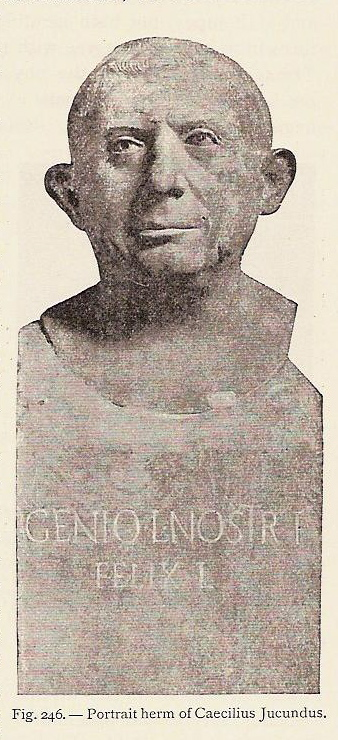
Busto de L. Cecilio Jucundo.

El banquero pompeyano Cecilio nació a finales del reinado de Augusto (c. 14 d. C.), hijo de un liberto de nombre Félix, que también era banquero. Para el año 58 d. C. era un banquero exitoso con negocios diversificados. Libertos y esclavos realizaron muchas tareas de pequeños negocios, como firmar recibos como testigos y cobrar pagos de clientes. Muchos nombres de ciudadanos pompeyanos de élite aparecen con frecuencia en sus registros de transacciones, lo que sugiere que Cecilio también tenía tratos con la clase alta de su ciudad. De hecho, incluso viajó a la cercana Nuceria para ayudar al rico centurión mayor de la Guardia Pretoriana, Publio Alfeno Varo, a revender algunos esclavos que había comprado en una subasta.
Tuvo al menos dos hijos, Sexto Cecilio Jucundo Metelo y Quinto Cecilio Jucundo. Cecilio se apartó del sistema tradicional de nombres, dando a cada uno de sus hijos un nombre que sugería una relación con la ilustre familia de los Cecilio Metelo.
Las tablillas que dejó Cecilio sugieren que murió en el terremoto del 5 de febrero del 62, ya que sus registros cesan unos días antes de esa fecha.

## Banquero de Pompeya
Cecilio era un banquero, de los llamados argentarius, lo que significaba que actuaba como intermediario en las subastas. Además podía actuar como una casa de empeño, el argentarius pagaría al vendedor por un artículo y luego le otorgaría al comprador un plazo para devolverlo. Según los registros de Cecilio, que en su mayoría datan de los años 50, los compradores tenían entre unos meses y un año para devolver el préstamo al argentarius.
El argentarius recibiría intereses sobre el préstamo, así como una comisión conocida como merces. Algunos argentarii, llamados coactores argentarii, cobraban el dinero de la deuda además de gestionar las subastas, mientras que otros argentarii eran asistidos por coactores que cobraban las deudas por ellos. No está claro si Cecilio era un coactor argentarius o simplemente un argentarius.

## Tablillas de cera
Cecilio mantuvo muchos registros privados de sus transacciones comerciales en tablillas de cera, muchas de las cuales se encontraron en su casa en 1875. De las 153 tablillas descubiertas, dieciséis documentan contratos entre Cecilio y la ciudad de Pompeya; las 137 restantes son recibos de subastas a nombre de terceros. Diecisiete de estas tablillas registran préstamos que hizo a los compradores de artículos de subasta.
Además de la información de la transacción, las tablillas de Cecilio registran los nombres de los vendedores y testigos de los arreglos. Las listas de testigos también dan una idea de la estructura social de Pompeya, ya que Cecilio hizo que sus testigos firmaran por orden de estatus social.
Las tablillas en sí son trípticos, lo que significa que tienen tres hojas de madera unidas para formar seis páginas. Se colocó cera en las cuatro páginas interiores y se escribió el recibo en estas superficies. Luego se cerró la tableta y se envolvió con una cuerda, sobre la cual los testigos colocaron sus sellos de cera. Esto se hacía para evitar que el documento fuera alterado, y había una breve descripción del recibo escrita en el exterior con fines de identificación.
Como curiosidad, en las tablillas se hace referencia al liberto Marco Venerio Secundio, cuya sorprendente tumba, aún conteniendo su cuerpo ligeramente momificado, fue excavada en 2021 en la necrópolis de Porta Sarno.

## Inscripción de una tableta
La siguiente es la traducción de un recibo del año 56 d. C. por el producto de una subasta:
Umbricia Januaria declaró que había recibido de Lucio Cecilio Jucundo 11.039 sestercios, cuya suma llegó a manos de Lucio Cecilio Jucundo por acuerdo como producto de una subasta de Umbricia Jucundo, habiéndosele deducido la comisión que le correspondía.
Hecho en Pompeya el doce de diciembre, en el consulado de Lucio Duvio y Publio Clodio.

Sello de Quinto Apuleyo Severo, Marco Lucrecio Lero, Tiberio Julio Abascantio, M. Julio Crescencio, M. Terencio Primo, M. Epidio Himeneo, Q. Granio Lesbos, Tito Vesonio Le…., D. Volcio Thallus.
En esta inscripción, Cecilio fue muy exacto en los detalles. Incluyó la fecha y la lista de testigos, que se enumeraron en orden descendente de estatus social. Entonces, al examinar varias de sus tablillas, es posible determinar la posición social relativa de los clientes con los que Cecilio arregló numerosas transacciones.

## Casa

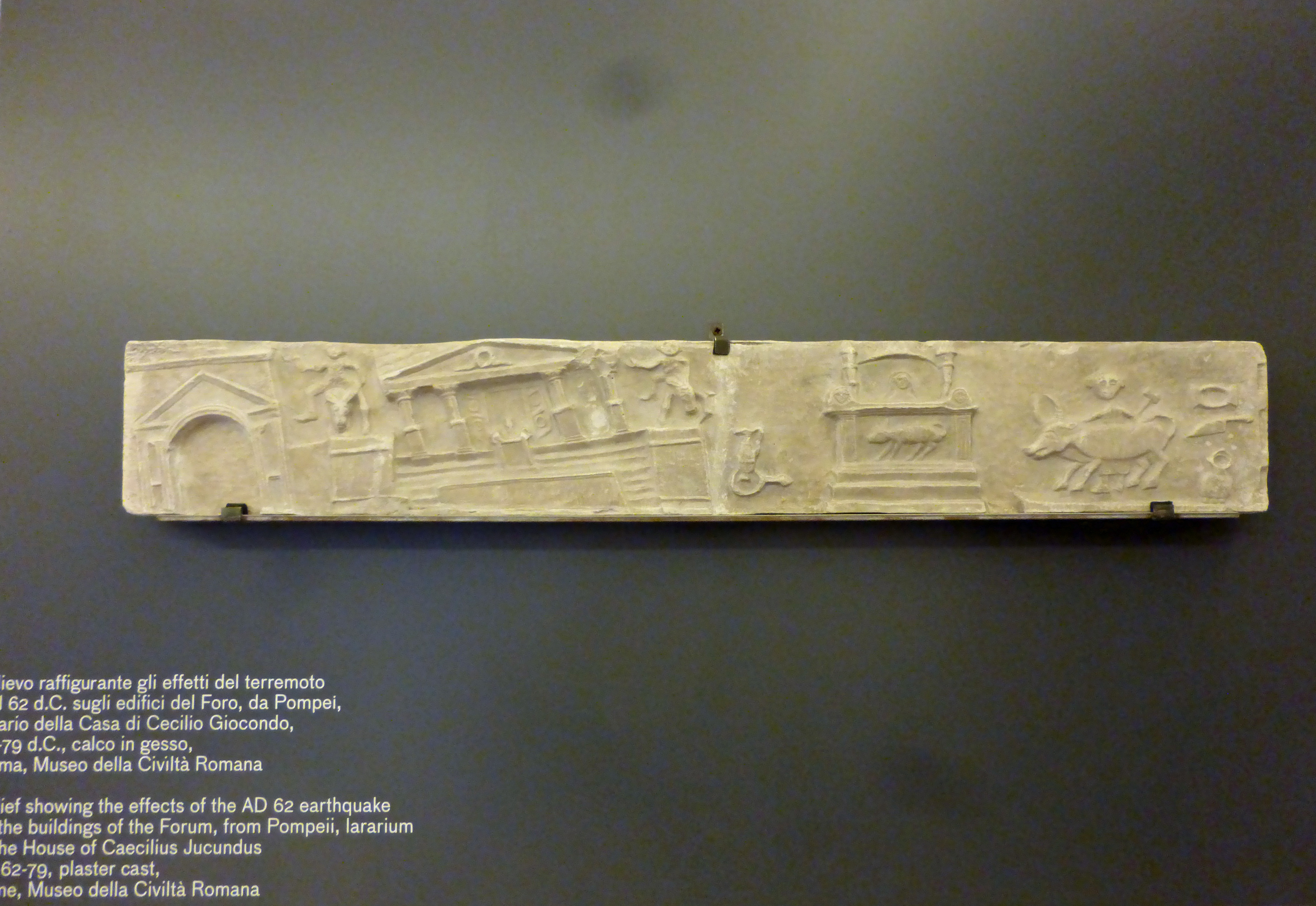
Bajorrelieve que muestra los efectos del terremoto del 62 en los edificios del foro de Pompeya. Fue encontrado en el Lararium de la casa de Lucio Cecilio Jocundo.

La casa de Cecilio todavía se encuentra en la calle Stabiae (Reg V, Ins 1, 26) en Pompeya, y proporciona información interesante tanto sobre Cecilio como sobre Pompeya. Aquí se encontraron muchos frescos. Los arqueólogos también descubrieron allí tablillas de cera. El Lararium, o santuario de los dioses familiares, en su casa presenta un relieve que representa el Templo de Júpiter durante el terremoto del 62 d. C. El atrio estuvo una vez decorado con pinturas y el piso está decorado con un mosaico en blanco y negro y en la entrada se representa un perro recostado.
En las paredes de la casa se han encontrado varios mensajes, entre ellos uno que dice "Que prosperen los que aman; que mueran los que no pueden amar; que mueran dos veces los que vetan el amor". El tablinum, o estudio, en la casa de Cecilio contiene algunas hermosas pinturas murales, y también se encontró en la casa un ánfora que uno de sus hijos le dio al otro.

## Representaciones en la ficción
El Libro Uno del Curso de Latín de Cambridge es un relato ficticio de la vida de Jucundo, a quien se hace referencia como Cecilio en la serie. En el libro tiene una esposa, Metela, cuyo nombre significa "pequeña canasta de piedras", y un hijo, Quinto, en quien se basan los libros dos y tres de la serie. También tiene dos esclavos; un jardinero llamado Clemencio y un cocinero llamado Grumio. También se revela que Cecilio una vez tuvo otro esclavo, Félix. Sin embargo, después de que salvó a Quinto de un intento de secuestro, el banquero lo liberó. En el libro, Cecilio muere en la erupción del Vesubio del año 79 d. C. Sin embargo, como se indicó anteriormente, ahora se cree que en realidad murió en el terremoto del año 62 d. C. que precedió a la erupción, ya que los registros de sus contratos negociados cesan poco antes de esa fecha.
Cecilio, junto con su profesión bancaria, también tiene un papel menor en la novela Pompeya de Robert Harris de 2003.
En un episodio de 2008 de la serie de televisión de ciencia ficción Doctor Who titulado "Los fuegos de Pompeya", Peter Capaldi interpreta a Lobo Cecilio, un comerciante de mármol basado en Cecilio. En esta historia, él y su familia son salvados de la erupción por el Doctor, quien los transporta a un lugar seguro.